# Galerija Tutnplok
Galerija Tutnplok četvrti je studijski album hrvatskog sastava TBF objavljen 2007. godine.

## Tehnički podatci
Korišteni uzorci: 
01. ženska klapa Bile vile; 

05. ljubaznošču Croatia Recordsa "Ča je život vengo fantažija"
(Z. Runjić, M. Popadić, N. Buble) – Oliver Dragojević; 
U 05. odsvirana tema iz pjesme "U svakom slučaju te volim" (Đelo Jusić).

## Sve pjesme svirali i pjevali TBF osim:
Prateći vokali na 3. i 10. pjesmi – Sara Brodarić i Ksenija Varvodić;

Glas blagajnice na 5. pjesmi – Kaća Svedružić. 

Stihovi: Aleksandar Antić 

Glazba i aranžmani: TBF 

Snimatelj: Luky, Ognjen Pavlović, Luka Barbić 

Snimano u studiju "111" i garaži, 2006. – 2007. 

## Popis pjesama
1. Ne znan šta bi reka
2. Obnova
3. Budite kao mi
4. Lud za njom
5. Fantastična
6. Đita
7. Baze lete
8. Nema nikoga doma
9. Crogito ergo sum
10. Data
11. Smak svita
12. Intropatija